# Manzo (album)
Manzo è un album del gruppo musicale del gruppo musicale italiano Squallor, pubblicato nel 1986.

## Tracce
1. Manzo
2. Incubo
3. Pierpandi il guru
4. E' a muri' Carmela (Storia d'amore e di Recchia)
5. Tranviata
6. Nouvelle cuisine
7. Demiculis
8. Kaptain of the Katz
9. 'O camionista

## Formazione
- Alfredo Cerruti
- Totò Savio
- Giancarlo Bigazzi